# دیوید سوارز
دیوید سوارز (به پرتغالی: Delson Ferreira) هافبک اهل برزیل است که در شهر یوبرابا و در تاریخ ۲۶ ژوئیهٔ ۱۹۸۰ به دنیا آمده‌است.
دیوید سوارز در تیم‌های فوتبال Grêmio Inhumense سابقهٔ حضور دارد.